# أڭوديم
 أكوديم  (بالإنجليزية: AGOUDIM)‏ هي جماعة قروية تابعة لإقليم ميدلت ضمن جهة درعة تافيلالت بالمغرب. بلغ مجموع عدد سكان  أكوديم  حسب إحصاءات 2004 حوالي 4431 نسمة يعيشون في 714 أسرة.